# スーペル・ラグビー・アメリカス
スーペル・ラグビー・アメリカス（西: Súper Rugby Américas、英: Super Rugby Americas、略称: SRA）は、南アメリカのアルゼンチン、ウルグアイ、チリ、パラグアイ、ブラジルのプロチームが参加しているラグビーユニオンの競技会である。スーペルリーガ・アメリカーナ・デ・ラグビー（SLAR）の後継大会。

## 概要
2020年に創設されたラグビーユニオンにおける南米最高峰リーグ『スーペルリーガ・アメリカーナ・デ・ラグビー（SLAR）』が一定の成功を収めたことを受け、2022年10月に、2023シーズンから北米にフランチャイズを拡大してスーペル・ラグビー・アメリカス（SRA）として刷新されることが発表された。SLAR参加チームのうち、アルゼンチンのハグアレスXVとコロンビアのカフェテロス・プロがリーグを脱退し、アルゼンチンからドゴスXVとパンパスが、アメリカからアメリカン・ラプターズが新規参入した。
ワールドラグビーによる管轄の下、スダメリカラグビーが主催・運営する。スーペル・ラグビー・アメリカスのロゴは、スーパーラグビーのロゴデザインをベースに南米的なグラフィック要素を加味したものとなっている。

## 歴史
2020年、南アメリカで唯一のラグビーユニオンのプロリーグとしてスーペルリーガ・アメリカーナ・デ・ラグビー（SLAR）が創設された。初年度の2020シーズンはリーグ開幕直後にCOVID-19パンデミックの影響によりシーズン打ち切りになるという不運に見舞われたが、続く2021シーズン、2022シーズンは無事に開催を果たし、リーグに参加しているウルグアイやチリのナショナルチームがワールドカップ予選の地区代表決定戦で北米チームに勝利してワールドカップ出場権を獲得するなど、リーグ参加国の代表チーム強化という観点からも成果を上げることができた。
2022シーズンには、シーズン終了後にSLARの所属チームが北米のチームと対戦する大会『チャレンジカップ・オブ・ジ・アメリカズ（Challenge Cup of the Americas）』が実験的に開催され、スーペル・ラグビー・アメリカス（SRA）の礎となった。この大会にはハグアレスXV、ペニャロール・ラグビー、アメリカン・ラプターズなどが参加した。
このような背景からワールドラグビーおよびスダメリカラグビー主導の下、SLARのフランチャイズを北米に拡大して、2023シーズンからスーペル・ラグビー・アメリカス（SRA）として改組されることとなった。新リーグにはラグビーアメリカスノース傘下の米国ラグビー協会も参画する。SLAR参加チームのうち、アルゼンチンのハグアレスXVとコロンビアのカフェテロス・プロがリーグを脱退し、代わってアルゼンチンからドゴスXVとパンパスが、アメリカからアメリカン・ラプターズが新規参入を果たした。当初参入が報道されていたカナダのパシフィック・プライドの参加は見送られた。また、パラグアイのオリンピア・ライオンスはジャカレXVに改称した。
2025シーズンは、アメリカン・ラプターズが脱退したことで北米からの参加チームはなくなり、代わってアルゼンチンのタルーカスが参入した。

## 参加チーム
2025シーズン現在
| 大陸 | 国           | チーム名               | 創設年 | 参加年 | 都市             | スタジアム                             | 収容人数 |
| ---- | ------------ | ---------------------- | ------ | ------ | ---------------- | -------------------------------------- | -------- |
| 南米 | アルゼンチン | ドゴスXV               | 2022   | 2023   | コルドバ         | タラRCグラウンド                       | 4,000人  |
| 南米 | アルゼンチン | パンパス               | 2022   | 2023   | ブエノスアイレス | ラ・カテドラル（CASI）                 | 3,000人  |
| 南米 | アルゼンチン | タルーカス             | 2024   | 2025   | トゥクマン       | ラ・カルデラ・デル・パルケ             | 8,000人  |
| 南米 | ウルグアイ   | ペニャロール・ラグビー | 2019   | 2020   | モンテビデオ     | エスタディオ・チャルーア               | 11,226人 |
| 南米 | チリ         | セルクナム             | 2019   | 2020   | サンティアゴ     | エスタディオ・ナシオナル               | 48,665人 |
| 南米 | パラグアイ   | ジャカレXV             | 2019   | 2020   | アスンシオン     | エスタディオ・マヌエル・フェレイラ     | 24,708人 |
| 南米 | ブラジル     | コブラス・ブラジウXV   | 2019   | 2020   | サンパウロ       | エスタジオ・ブルーノ・ジョゼ・ダニエウ | 11,440人 |
| 北米 | -            | -                      | -      | -      | -                | -                                      |          |

### 過去の参加チーム
- セイボス（ アルゼンチン・コルドバ、2020）
- ハグアレスXV（ アルゼンチン・ブエノスアイレス、2021-2022）
- カフェテロス・プロ（ コロンビア・メデジン、2021-2022）
- アメリカン・ラプターズ（ アメリカ合衆国・コロラド州グレンデール、2023-2024）

## 歴代優勝チーム
| シーズン | 優勝                                                          | 準優勝                                                        | ベスト4                                                       | ベスト4                                                       | チーム数 |
| -------- | ------------------------------------------------------------- | ------------------------------------------------------------- | ------------------------------------------------------------- | ------------------------------------------------------------- | -------- |
| 2020     | COVID-19パンデミックの影響により第2節の途中でシーズン打ち切り | COVID-19パンデミックの影響により第2節の途中でシーズン打ち切り | COVID-19パンデミックの影響により第2節の途中でシーズン打ち切り | COVID-19パンデミックの影響により第2節の途中でシーズン打ち切り | 5        |
| 2021     | ハグアレスXV                                                  | ペニャロール・ラグビー                                        | セルクナム                                                    | オリンピア・ライオンス                                        | 6        |
| 2022     | ペニャロール・ラグビー                                        | セルクナム                                                    | ハグアレスXV                                                  | カフェテロス・プロ                                            | 6        |
| 2023     | ペニャロール・ラグビー                                        | ドゴスXV                                                      | パンパス                                                      | ジャカレXV                                                    | 7        |
| 2024     | ドゴスXV                                                      | パンパス                                                      | ペニャロール・ラグビー                                        | ジャカレXV                                                    | 7        |
| 2025     | ペニャロール・ラグビー                                        | ドゴスXV                                                      | パンパス                                                      | セルクナム                                                    | 7        |

## チーム別優勝回数
2025シーズン現在
| チーム名               | 優勝 | 準優勝 | 優勝シーズン     | 準優勝シーズン |
| ---------------------- | ---- | ------ | ---------------- | -------------- |
| ペニャロール・ラグビー | 3回  | 1回    | 2022, 2023, 2025 | 2021           |
| ドゴスXV               | 1回  | 2回    | 2024             | 2023, 2025     |
| ハグアレスXV           | 1回  | -      | 2021             | -              |
| セルクナム             | -    | 1回    | -                | 2022           |
| パンパス               | -    | 1回    | -                | 2024           |